# Kálmáncsehi Sánta Márton
Kálmáncsehi Sánta Márton (15. század vége – Debrecen, 1557. december 21. előtt pár nappal) református lelkész, a Tiszántúli református egyházkerület püspöke 1557-ben, a helvét irányú reformációnak hazánkban egyik legjelesebb képviselője.

## Életpályája
1523 őszén a krakkói egyetem hallgatói közé iratkozott, s ugyanitt az 1524-25. tanév második felében a magyar tanulók házának szeniori tisztét viselte. Katolikus pap lévén, 1538-ban már gyulafehérvári kanonok és iskolaigazgató volt s ez évben tiszttársával, Enyédi Adorjánnal együtt bírája volt a segesvári hitvitának. Ez olyan hatást gyakorolt rá, hogy nemsokára protestáns hitre tért, s mint ennek követője szintén lelkészi hivatalt viselt; működése Beregszászban, Munkácson és Sátoraljaújhelyen voltak. 1551-ben debreceni plébános volt s itt nagy buzgóságot fejtett ki a katolicizmusnak a lutheranizmus által még ki nem küszöbölt maradványai eltávolításában, amiért a ladányi zsinaton 1551 végén vagy 1552 elején összegyűlt protestáns lelkészek exkommunikálták.
1552. december 1-jén részt vett a beregszászi zsinaton. Petrovics Péter ösztönzésére később Erdélyben is mozgalmat indított az úrvacsoráját és a szertartásokat illető szabadabb elveinek érdekében. Itt is sikerrel terjesztette tanait, legalább a külsőségekre nézve, amennyiben például Kolozsvárt az oltárokat 1556-ban szintén kihordták a templomokból, noha némely kiadott művének az úrvacsorájáról nyilvánított nézetével szemben ugyanez év derekán síkra szállott Dávid Ferenc, és pedig a kolozsvári lelkészek képviseletében, kik a következő évben zsinatot is tartottak ellene. Erre ő maga is idejekorán elment Debrecenből, hogy elveit védelmezze, de betegsége a vitától visszatartotta. Visszatérve egyházába, ahol fő pártfogójának, Petrovics Péternek a védnöksége alatt református püspöki tisztet is viselt, betegsége egyre közelebb juttatta halálához. Nem egy forrás emlékszik meg Debrecenből időközben történt elűzetéséről is, de feltétlen hitelességgel még ez nincs kimutatva.

## Művei
Írói munkásságának termékei, melyek közt egy énekeskönyv is volt, nem maradtak fenn korunkig. Gyalui Torda Zsigmond, mint egykori tanárának, neki ajánlotta 1547-ben írt, 1551-ben megjelent egyik filológiai művét.
A kolozsvári papokkal váltott vitatételeit azok Responsio ministrorum ecclesiae Colosvariensis ad scripta M. Martini a Calmancha (1556) c. füzetükben (Közölte Papp Gusztáv 1935-ben kiadott műve mellett) közzétették, így kéziratos másolatuk máig megvan.
- Huszár Gál–Kálmáncsehi Márton: A keresztyéni gyülekezetben való isteni dicséretek, 1-2.; fakszimile szöveggond. Varjas Béla, tan. Borsa Gedeon; Akadémiai, Bp., 1983